# Chinonye Ohadugha
Chinonyelum Ohadugha (sinh ngày 24 tháng 3 năm 1986) là một vận động viên nhảy xa ba bước người Nigeria.
Năm 2006, cô về thứ tư tại Đại hội Thể thao Khối thịnh vượng chung. Năm 2007, cô đã giành huy chương bạc tại Thế vận hội toàn châu Phi với bước nhảy 14,21 mét, một kỷ lục mới của Nigeria. Cô không lọt vào vòng chung kết tại Giải vô địch thế giới 2007, nhưng đã giành huy chương đồng tại Giải vô địch châu Phi 2008. Cô thi đấu tại Thế vận hội Olympic 2008 mà không lọt vào trận chung kết.
Cô cũng đã hoàn thành thứ năm trong 4 x 100 mét tiếp sức tại Đại học Mùa hè 2005.

## Thành tích giải đấu
| Năm                  | Giải đấu              | Địa điểm              | Thứ hạng             | Nội dung             | Chú thích            |
| Representing Nigeria | Representing Nigeria  | Representing Nigeria  | Representing Nigeria | Representing Nigeria | Representing Nigeria |
| -------------------- | --------------------- | --------------------- | -------------------- | -------------------- | -------------------- |
| 2005                 | Universiade           | Izmir, Turkey         | 5th                  | 4 × 100 m relay      | 46.32 s              |
| 2005                 | Universiade           | Izmir, Turkey         | 31st (q)             | Long jump            | 5.56 m               |
| 2005                 | Universiade           | Izmir, Turkey         | 11th                 | Triple jump          | 12.91 m              |
| 2006                 | Commonwealth Games    | Melbourne, Australia  | 4th                  | Triple jump          | 13.26 m              |
| 2007                 | All-Africa Games      | Algiers, Algeria      | 2nd                  | Triple jump          | 14.21 m              |
| 2007                 | World Championships   | Osaka, Japan          | 26th (q)             | Triple jump          | 13.32 m              |
| 2008                 | African Championships | Addis Ababa, Ethiopia | 3rd                  | Triple jump          | 14.14 m              |
| 2008                 | Olympic Games         | Beijing, China        | 30th (q)             | Triple jump          | 13.29 m              |